# Teste do espelho

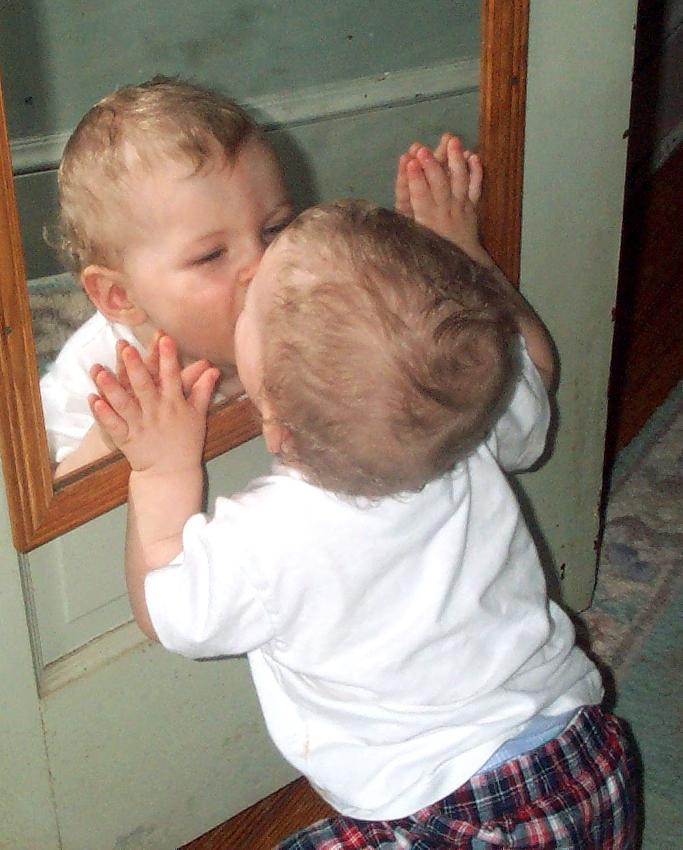
Uma criança explorando seu reflexo.

O teste do espelho é uma medida de autoconhecimento desenvolvida por Gordon Gallup Jr., em 1970, que foi baseada em parte em observações feitas por Charles Darwin. Enquanto visitava um zoológico, Darwin levou um espelho até um orangotango e gravou a reação do animal, que incluía fazer uma série de expressões faciais. Darwin observou que o significado dessas expressões era ambíguo e pode tanto significar que o primata fez as expressões por acreditar que seu reflexo fosse um outro animal, ou que poderia estar jogando uma espécie de jogo com um brinquedo novo. Há nove espécies que passam no teste do espelho, incluindo pegas e elefantes, mas principalmente primatas. A maioria dos bebês humanos não passam no teste do espelho até vários meses de idade.
Gordon Gallup construiu sobre estas observações um teste que tenta medir a auto-consciência, ao determinar se um animal é capaz de reconhecer o seu próprio reflexo no espelho como uma imagem de si mesmo. O teste do espelho é realizado pela marcação sub-reptícia do animal com dois spots de corante inodoro. O ponto de teste está em uma parte do animal que seria visível na frente de um espelho, enquanto o ponto de controle está em um local acessível, mas escondido do corpo do animal. Os cientistas observam se o animal reage de uma maneira consistente com que seja consciente de que o corante de teste está localizado em seu próprio corpo, ignorando a tintura de controle. Tal comportamento pode incluir giro e ajuste do corpo a fim de ver melhor a marcação no espelho, ou cutucando a marcação em seu próprio corpo com um membro durante a visualização do espelho.
No início, mesmo os animais que são capazes de passar o teste do espelho respondem como o orangotango descrito por Darwin. Na verdade, crianças e pessoas que tenham sido cego de nascença, mas têm a sua visão restaurada inicialmente reagem como se o seu reflexo no espelho fosse outra pessoa.

## Animais que passam no teste do espelho

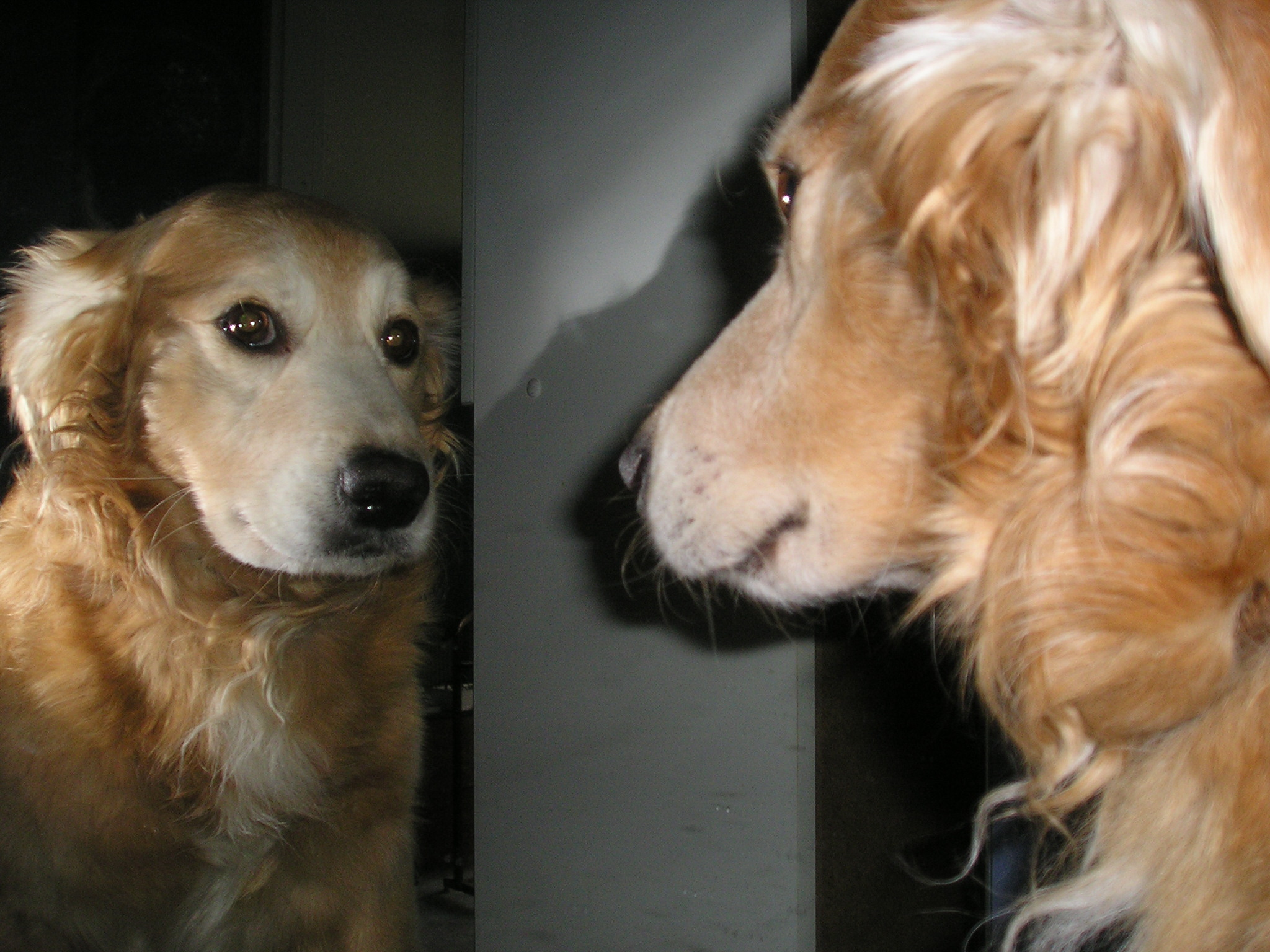
Reação de um cachorro diante de um espelho.

Os animais que passaram no teste do espelho são todos os grandes macacos (bonobos, chimpanzés, orangotangos[carece de fontes?], gorilas[carece de fontes?] e os seres humanos), golfinhos, orcas[carece de fontes?], elefantes, pega-rabuda, e suínos. Inicialmente, pensou-se que os gorilas não passariam no teste, mas agora há vários relatórios bem documentados de gorilas que passaram no teste, tais como Koko. Em 1981, Epstein, Lanza e Skinner publicaram um artigo na revista Science em que alegou que o pombo também passa no teste do espelho. Os pombos podiam apenas detectar os pontos em seu próprio corpo depois de terem sido treinados e nunca foram capazes de passar no teste do espelho. No entanto, pegas foram capazes de passar no teste, tentando remover um adesivo colorido por baixo de seus bicos quando demonstrado em um espelho. Os seres humanos tendem a falhar no teste do espelho até cerca de 18 meses de idade, ou "estágio do espelho". Cães, gatos e crianças humanas mais jovens são reprovados no teste do espelho.
Macacos-prego reagem a sua reflexão, quer com hostilidade ou afeição, apesar de experiências com testes de marca demonstrarem que eles são incapazes do autorreconhecimento espontâneo no espelho. Provas similares realizadas através de tecnologia de vídeo comprovam estas conclusões, mas sugerem que os macacos possuem os sistemas de entrada necessários para o autorreconhecimento explícito.
Porcos são também capazes de passar uma variação do teste do espelho. 7 dos 8 suínos testados foram capazes de encontrar um prato de comida escondido atrás de uma parede usando um espelho. O oitavo porco olhou para trás do espelho para encontrar o alimento.

## Críticas
Há algum debate quanto ao valor e interpretação dos resultados do teste do espelho. Enquanto este teste foi conduzido extensivamente sobre primatas, há debate quanto ao valor do teste aplicado aos animais que dependem principalmente de sentidos diferentes da visão. Adaptações do ensaio espelho foram feitas em outras modalidades, como o aroma. Por exemplo, o biólogo Marc Bekoff desenvolveu um paradigma usando urina de cão para testes de autoconsciência em caninos. Proponentes do difícil problema da consciência afirmam que o teste de espelho só demonstra que alguns animais possuem uma capacidade cognitiva específica para seu ambiente de modelização, mas não para a presença de consciência fenomenal por si.[carece de fontes?] O teste do espelho de Gallup foi também criticado como logicamente inválido porque os resultados negativos são difíceis de interpretar. Prosopagnosias, por exemplo, podem falhar no teste, apesar de ter a capacidade de um relatório de auto-consciência.